# Antonie Hegerlíková
Antonie Hegerlíková, née à Bratislava le 27 novembre 1923 et morte à Prague le 11 décembre 2012, est une actrice tchèque. Pendant 70 ans, elle a travaillé pour le cinéma, pour la télévision et pour le théâtre.
En 2004 Hegerlíková reçoit le prix Thalia pour ses contributions au théâtre tchèque.

## Filmographie
- 1943 : Bláhový sen
- 1949 : Dva ohně
- 1949 : Žízeň
- 1950 : Přiznání
- 1950 : Vstanou noví bojovníci
- 1950 : Zocelení
- 1951 : Akce B
- 1952 : Konec strašidel
- 1952 : Nástup
- 1952 : Velké dobrodružství
- 1958 : Dnes naposled
- 1961 : Králíci ve vysoké trávě
- 1965 : Puščik jede do Prahy
- 1970 : Svatá hříšnice
- 1971 : Babička I., II.
- 1972 : Slečna Golem
- 1967 : Markéta Lazarová
- 1970 : Svatá hříšnice
- 1981 : Smrt černého krále
- 1981 : Svatba bez prstýnku
- 1987 : O princezně Jasněnce a létajícím ševci
- 1995 : Fany!!
- 1999 : Početí mého mladšího bratra
- 2009 : Pamětnice